# Красота (альбом)
Красота — третій студійний альбом групи Ляпис Трубецкой, який був випущений 12 травня 1999 року.

## Список композицій
1. Сказочка (4:20)
2. Яблони (5:32)
3. Русалки (4:23)
4. Лётчик и моряк (4:22)
5. Саня-Таня (4:20)
6. Петька морячок (3:04)
7. Розочка (4:12)
8. Вернись (5:16)
9. Чертовки (5:00)
10. Берёзки (4:50)
11. Снежная королева (3:26)
12. Красота (3:23)

## Учасники
- Сергій Міхалок — вокал, акордеон
- Павло Булатніков — вокал
- Руслан Владико — гітари, клавішні, акордеон
- Дмитро Свиридович — бас-гітара
- Павло Кузюкович — валторна
- Георгій Дриндін — труба
- Алексей Любавин — ударні, перкусія

Над альбомом також працювали:
- Андрій Кучеренко — зведення
- Андрій Пащенков — зведення

## Інформація про альбом
В цьому альбомі частина пісень була виконана Павлом Булатніковим, що викликало здивування у великого числа слухачів. Але в комерційному плані альбом все одно вийшов доволі успішним. Кліпи «Розочка» та «Яблони» знаходилися у постійній ротації на телеканалах MTV и Муз-ТВ. Пісні «Розочка», «Яблони», «Берёзки» та «Вернись» доволі часто звучали на радіо.
Для оформлення обкладинки альбому було використано фрагменти кліпу «Розочка» (режисери — О. Терехов, М. Тимінько). Дизайн обкладинки — Олександр Максимович. Білоруський варіант оформлення диску відрізнявся від російського варіанту.
В білоруському виданні композиції «Сказочка» та «Петька-морячок» названі «Сказка» та «Петька-моряк».
Більша частина пісень була записана восени 1998 року. В лютому-березні 1999 року були дописані пісні «Снежная Королева» та «Сказочка». Пісні «Петька-морячок», «Лётчик и моряк» виконувалися гуртом на концертах з 1995 року. Процес запису композиції «Яблони» був знятий на камеру і увійшов у відеофільм «Всем девчонкам нравится»" (2000). 
Для альбому були записані композиції «Крошка моя», «О-О-О» та «Любовь повернулась ко мне задом», які так і не увійшли до нього.